# Liste der Monuments historiques in Sainte-Marie (Doubs)
Die Liste der Monuments historiques in Sainte-Marie führt die Monuments historiques in der französischen Gemeinde Sainte-Marie auf.

## Liste der Immobilien
| Bezeichnung | Beschreibung    | Standort              | Kennzeichnung | Schutzstatus | Datum | Bild           |
| ----------- | --------------- | --------------------- | ------------- | ------------ | ----- | -------------- |
| Brunnen     | bezeichnet 1824 | Rue de Lougres (Lage) | PA00101723    | Inscrit      | 1979  | weitere Bilder |